# Малик Катерина Олександрівна
Катерина Олександрівна Малик (нар. 7 травня 1950, село Шовкунівка, тепер Білокуракинського району Луганської області) — українська радянська діячка, доярка колгоспу «Зоря» Білокуракинського району Луганської області. Депутат Верховної Ради СРСР 9-го скликання.

## Біографія
Народилася в селянській родині.
Освіта середня. У 1969 році закінчила Сєвєродонецьке професійно-технічне училище Луганської області. Член ВЛКСМ.
З 1969 по 1970 рік працювала кухарем їдальні відділу робітничого постачання.
З 1970 року — доярка колгоспу «Зоря» села Шовкунівка Білокуракинського району Луганської (Ворошиловградської) області.
Потім — на пенсії в селі Шовкунівка Білокуракинського району Луганської області.

## Нагороди
- орден «Знак Пошани»
- медалі